# Chisato Fukushima
Chisato Fukushima (福島 千里, Fukushima Chisato), née le 27 juin 1988 à Makubetsu, est une athlète japonaise spécialiste du 100 mètres.

## Palmarès
| Date | Compétition         | Lieu      | Résultat | Épreuve   | Temps                     |
| ---- | ------------------- | --------- | -------- | --------- | ------------------------- |
| 2009 | Championnats d'Asie | Guangzhou | 1re      | 100 m     | 11 s 27                   |
| 2009 | Championnats d'Asie | Guangzhou | 1re      | 4 × 100 m | 43 s 93                   |
| 2010 | Jeux Asiatiques     | Guangzhou | 1re      | 100 m     | 11 s 33                   |
| 2010 | Jeux Asiatiques     | Guangzhou | 1re      | 200 m     | 23 s 62                   |
| 2010 | Jeux Asiatiques     | Guangzhou | 3e       | 4 × 100 m | 44 s 41                   |
| 2010 | Coupe continentale  | Split     | 6e       | 100 m     | 11 s 42                   |
| 2010 | Coupe continentale  | Split     | 4e       | 4 × 100 m | 44 s 54                   |
| 2011 | Championnats d'Asie | Kōbe      | 1re      | 200 m     | 23 s 49                   |
| 2011 | Championnats d'Asie | Kōbe      | 1re      | 4 × 100 m | 44 s 05                   |
| 2013 | Championnats d'Asie | Pune      | 2e       | 100 m     | 11 s 53                   |
| 2013 | Championnats d'Asie | Pune      | 4e       | 200 m     | 23 s 81                   |
| 2013 | Championnats d'Asie | Pune      | 2e       | 4 × 100 m | 44 s 38                   |
| 2014 | Jeux asiatiques     | Incheon   | 2e       | 100 m     | 11 s 49                   |
| 2014 | Jeux asiatiques     | Incheon   | 3e       | 200 m     | 23 s 45                   |
| 2014 | Jeux asiatiques     | Incheon   | 3e       | 4 × 100 m | 44 s 05                   |
| 2014 | DécaNation          | Angers    | 4e       | 100 m     | 11 s 62                   |
| 2015 | Championnats d'Asie | Wuhan     | 1re      | 100 m     | 11 s 23 (v. f. + 2,5 m/s) |
| 2015 | Championnats d'Asie | Wuhan     | 2e       | 4 x 100 m | 44 s 14                   |

### Records
| Épreuve         | Performance | Lieu      | Date          |
| --------------- | ----------- | --------- | ------------- |
| 60 m (en salle) | 7 s 29 NR   | Istanbul  | 10 mars 2012  |
| 100 m           | 11 s 21 NR  | Hiroshima | 29 avril 2010 |
| 200 m           | 22 s 88 NR  | Nagoya    | 26 juin 2016  |
| 4 × 100 m       | 43 s 39 NR  | Kawasaki  | 8 mai 2011    |